# Claudon
Pour les articles homonymes, voir Claudon (homonymie).
Claudon est une commune française située dans le département des Vosges, en région Grand Est.
Ses habitants sont appelés les Claudonnais.

## Géographie

### Localisation
Claudon est située en lisière de la Vôge, partie méridionale du département des Vosges. Le territoire communal jouxte le département de la Haute-Saône. Il est proche de la jonction des trois régions (Lorraine, Franche-Comté et Champagne-Ardenne).
Le village et ses hameaux sont au cœur de la forêt de Darney.

### Géologie et relief
L'altitude la plus basse est de 251 mètres, la plus haute de 431 mètres et l'altitude moyenne est de 320 mètres. Cette dénivellation conduit à un paysage vallonné.
Le sol est essentiellement constitué de grès et d'argile.

### Sismicité
Commune située dans une zone 2 de sismicité faible.

### Hydrographie et les eaux souterraines

#### Réseau hydrographique
La commune est située dans le bassin versant de la Saône au sein du bassin Rhône-Méditerranée-Corse. Elle est drainée par la Saône, la Morte-Eau, l'Ourche, le ruisseau du Mesnil, le ruisseau de Préfonrupt et le ruisseau Noires Gouttes.
La Saône prend sa source à Vioménil au pied du Ménamont, au sud des monts Faucilles à 405 m d'altitude. Elle conflue avec le Rhône à Lyon, à l'altitude de 163 mètres après avoir traversé le val de Saône.
La Morte-Eau, d'une longueur totale de 11,1 km, prend sa source dans la commune  et se jette dans le canal de l'Est à La Basse-Vaivre, après avoir traversé quatre communes.

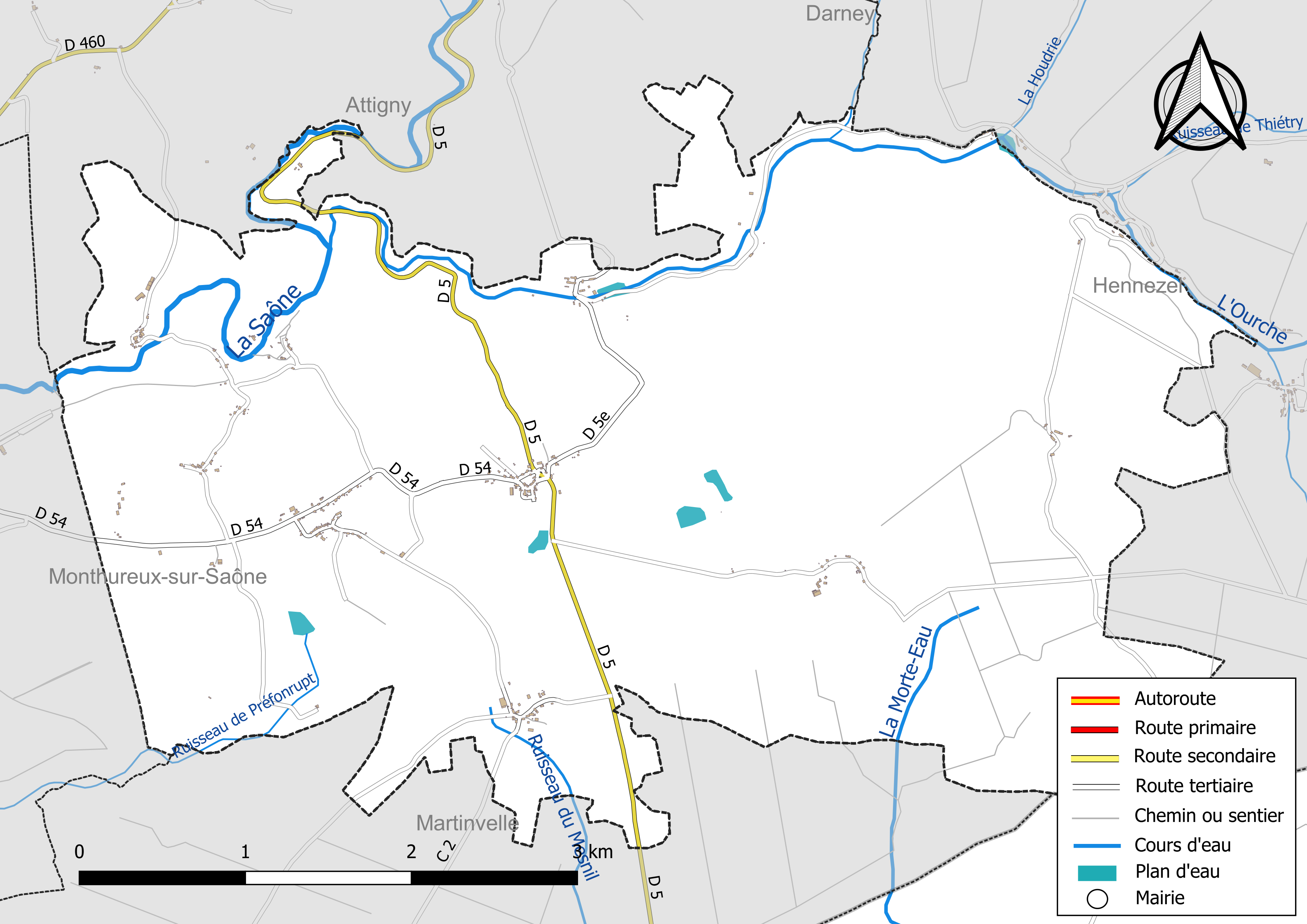
Réseaux hydrographique et routier de Claudon.

L'Ourche, d'une longueur totale de 13,3 km, prend sa source dans la commune de Gruey-lès-Surance et se jette dans la Saône sur la commune, après avoir traversé quatre communes.

#### Gestion et qualité des eaux
Le territoire communal est couvert par le schéma d'aménagement et de gestion des eaux (SAGE) « Nappe des Grès du Trias Inférieur ». Ce document de planification, dont le territoire comprend le périmètre de la zone de répartition des eaux de la nappe des Grès du trias inférieur (GTI), d'une superficie de 1 497 km2, est en cours d'élaboration. L’objectif poursuivi est de stabiliser les niveaux piézométriques de la nappe des GTI et atteindre l'équilibre entre les prélèvements et la capacité de recharge de la nappe. Il doit être cohérent avec les objectifs de qualité définis dans les SDAGE Rhin-Meuse et Rhône-Méditerranée. La structure porteuse de l'élaboration et de la mise en œuvre est le conseil départemental des Vosges.
La qualité des eaux de baignade et des cours d’eau peut être consultée sur un site dédié géré par les agences de l’eau et l’Agence française pour la biodiversité.

### Climat
Pour des articles plus généraux, voir Climat du Grand Est et Climat des Vosges.
En 2010, le climat de la commune est de type climat des marges montargnardes, selon une étude du Centre national de la recherche scientifique s'appuyant sur une série de données couvrant la période 1971-2000. En 2020, Météo-France publie une typologie des climats de la France métropolitaine dans laquelle la commune est dans une zone de transition entre le climat océanique altéré et le climat océanique altéré et est dans la région climatique  Lorraine, plateau de Langres, Morvan, caractérisée par un hiver rude (1,5 °C), des vents modérés et des brouillards fréquents en automne et hiver. 
Pour la période 1971-2000, la température annuelle moyenne est de 9,8 °C, avec une amplitude thermique annuelle de 17,1 °C. Le cumul annuel moyen de précipitations est de 1 028 mm, avec 13,3 jours de précipitations en janvier et 9,6 jours en juillet. Pour la période 1991-2020, la température moyenne annuelle observée sur la station météorologique de Météo-France la plus proche, « Lignéville », sur la commune de Lignéville à 16 km à vol d'oiseau, est de 10,3 °C et le cumul annuel moyen de précipitations est de 856,3 mm. 
La température maximale relevée sur cette station est de 38,7 °C, atteinte le 25 juillet 2019 ; la température minimale est de −17,5 °C, atteinte le 20 décembre 2009,,. 
Les paramètres climatiques de la commune ont été estimés pour le milieu du siècle (2041-2070) selon différents scénarios d'émission de gaz à effet de serre à partir des nouvelles projections climatiques de référence DRIAS-2020. Ils sont consultables sur un site dédié publié par Météo-France en novembre 2022.

## Urbanisme

### Typologie
Au 1er janvier 2024, Claudon est catégorisée commune rurale à habitat très dispersé, selon la nouvelle grille communale de densité à sept niveaux définie par l'Insee en 2022.
Elle est située hors unité urbaine et hors attraction des villes,.

### Occupation des sols
L'occupation des sols de la commune, telle qu'elle ressort de la base de données européenne d’occupation biophysique des sols Corine Land Cover (CLC), est marquée par l'importance des forêts et milieux semi-naturels (63,7 % en 2018), une proportion identique à celle de 1990 (63,7 %). La répartition détaillée en 2018 est la suivante : 
forêts (61,8 %), prairies (32,8 %), zones agricoles hétérogènes (3,1 %), milieux à végétation arbustive et/ou herbacée (1,9 %), terres arables (0,4 %). L'évolution de l’occupation des sols de la commune et de ses infrastructures peut être observée sur les différentes représentations cartographiques du territoire : la carte de Cassini (XVIIIe siècle), la carte d'état-major (1820-1866) et les cartes ou photos aériennes de l'IGN pour la période actuelle (1950 à aujourd'hui).

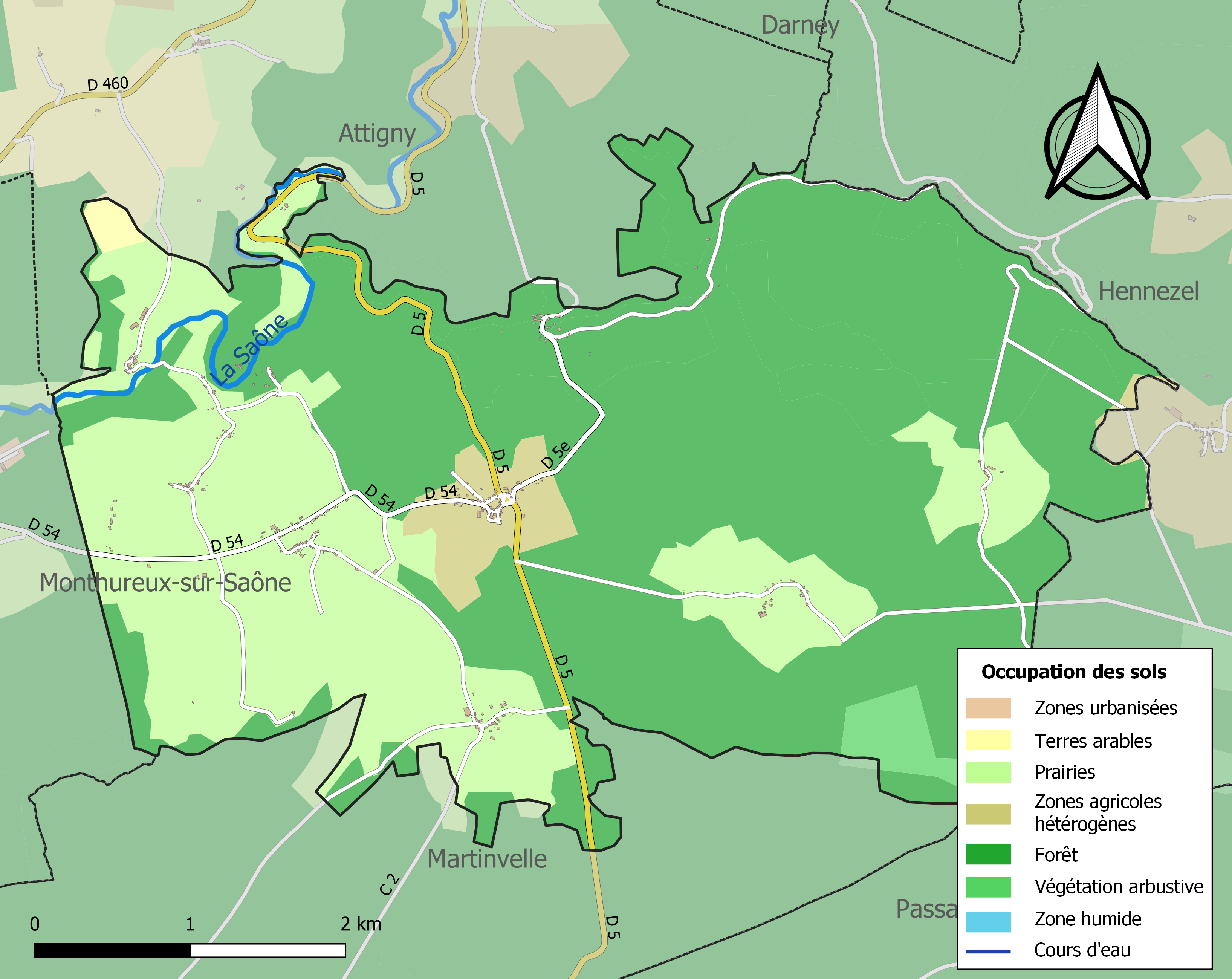
Carte des infrastructures et de l'occupation des sols de la commune en 2018 (CLC).

### Voies de communications et transports

#### Voies routières
- D54 vers Monthureux-sur-Saône[18].
- D5 vers Attigny.

#### Transports en commun

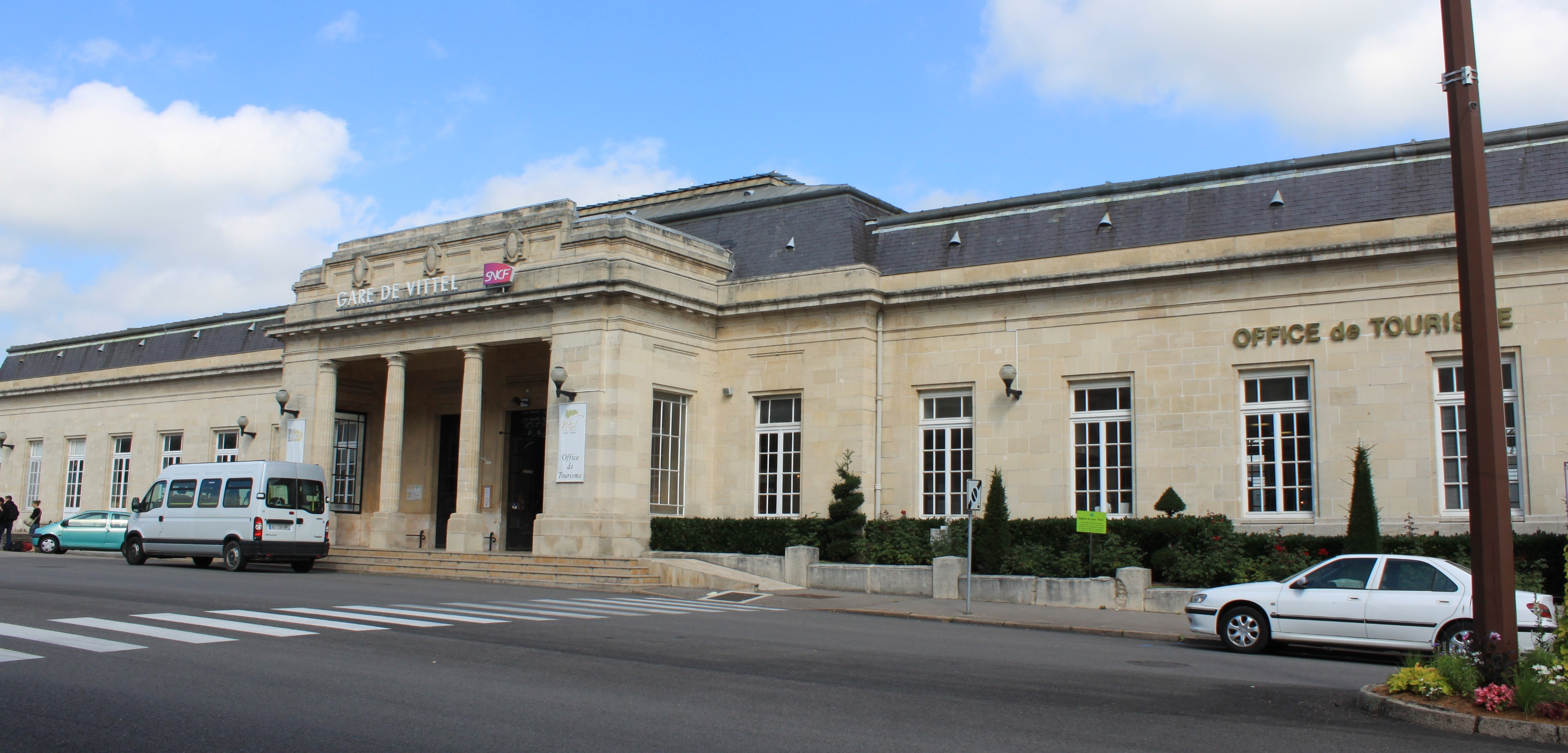
Gare de Vittel.

- Fluo Grand Est.

#### Lignes SNCF
- Gare de Contrexéville
- Gare de Vittel

## Toponymie
Le nom de la localité est attesté sous les formes La verriere Claudon (1561) ; La verriere de Chastillon, dit chez Claudon (1575) ; Châtillon dit Claudon (1737) ; Rivus de Remunru (XIIe siècle) ; Ruisseau de Remonru ou le rue de Clodon (1717).

« Les Verreries-et-Granges » est une ancienne communauté dont le territoire correspondait à ceux des communes actuelles de Claudon et d’Hennezel ; celles-ci doivent leur origine à deux vicariats dont les circonscriptions furent fixées en 1763, aux dépens des paroisses d’Attigny et de Belrupt.
À l'origine un éperon rocheux dominant l'Ourche permettant une protection naturelle idéale, a permis l'installation d'un village celte appelé « fossés de Châtillon ». Par de nombreuses déformations successives les « fossés de Châtillon » ont donné : Claudon du celte claodo qui signifie « fossé, vallée creuse ». Dauzat et Rostaing inclinent vers un diminutif d'un nom de personne Claude ; ils citent un très révélateur Chez Claudon (1575), mais un hypothétique claodo ne peut pas "se déformer" en les fossés de Châtillon pour revenir ensuite par d'autres déformations à Claudon, forme miraculeusement plus proche de l'étymon. Ce nom est devenu un patronyme français particulièrement répandu dans les Vosges, et dans l’est de la France en général, après le Moyen-Âge

## Histoire
Claudon faisait partie du duché de Lorraine et de la seigneurie de Darney. Après l'installation de monastères et de prieurés, le duc de Lorraine décida d'installer en forêt de Darney des Gentilshommes verriers par la charte des verriers de 1448.
Claudon était alors situé dans la "Communauté des granges et verreries". Cette communauté avait la particularité de ne pas avoir de chef-lieu qui se situait au domicile du responsable de la communauté. Les actes de baptêmes, mariages et sépultures étaient alors pris en charge par la paroisse d'Attigny. Prenant en compte l'augmentation de la population, la paroisse de Claudon fut créée le 15 novembre 1763.
Une installation progressive de forges fera progressivement de Claudon un petit centre industriel réputé pour la qualité de ses aciers. Au moment de la Révolution française, Claudon comprenait onze verreries, sept forges royales, trois moulins, une scierie, une tuilerie... Puis après le déclin de ces industries, Claudon deviendra un bourg agricole et forestier.

## Politique et administration

### Budget et fiscalité 2022

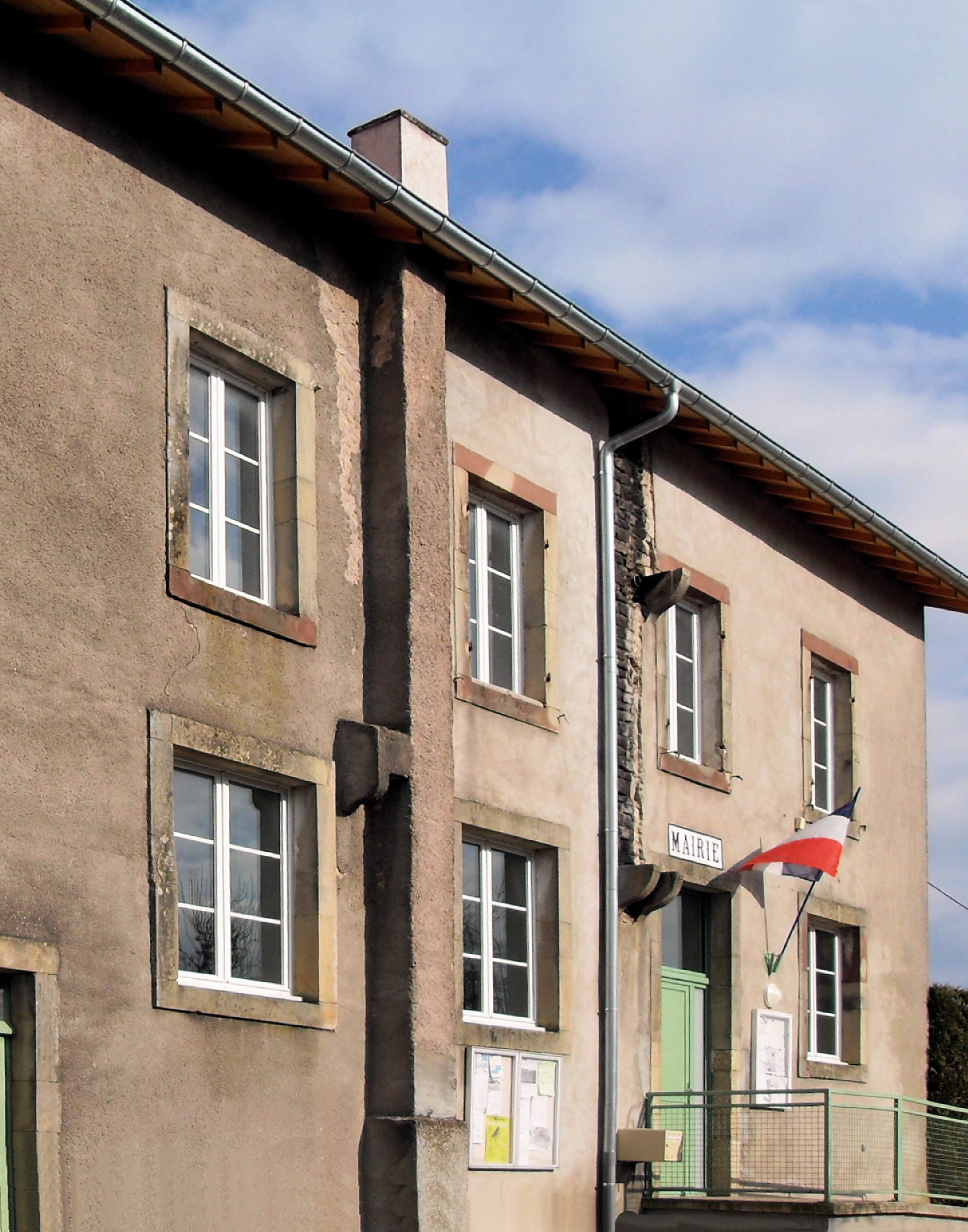
La mairie de Claudon.

En 2022, le budget de la commune était constitué ainsi :
- total des produits de fonctionnement : 187 000 €, soit 861 € par habitant ;
- total des charges de fonctionnement : 142 000 €, soit 652 € par habitant ;
- total des ressources d'investissement : 137 000 €, soit 631 € par habitant ;
- total des emplois d'investissement : 112 000 €, soit 515 € par habitant ;
- endettement : 1 000 €, soit 5 € par habitant.

Avec les taux de fiscalité suivants :
- taxe d'habitation : 12,46 % ;
- taxe foncière sur les propriétés bâties : 31,61 % ;
- taxe foncière sur les propriétés non bâties : 13,62 % ;
- taxe additionnelle à la taxe foncière sur les propriétés non bâties : 0,00 % ;
- cotisation foncière des entreprises : 0,00 %.

Chiffres clés Revenus et pauvreté des ménages en 2021 : médiane en 2021 du revenu disponible, par unité de consommation : 20 660 €.

### Liste des maires
| Période                                  | Période                       | Identité                   | Étiquette | Qualité |
| ---------------------------------------- | ----------------------------- | -------------------------- | --------- | --- |
| Les données manquantes sont à compléter. |                               |                            |           | |
| avant 1981                               | ?                             | Michel Sergent             | DVG       | |
| juin 1995                                | En cours (au 18 février 2015) | Alain Roussel (né en 1955) | SE        | Retraité de l'enseignement Président de la CC du Pays de la Saône Vosgienne Conseiller général du canton de Monthureux-sur-Saône (1998-2015) Conseiller départemental du canton de Darney (depuis 2015) |

## Population et société

### Démographie

#### Évolution démographique
L'évolution du nombre d'habitants est connue à travers les recensements de la population effectués dans la commune depuis 1793. Pour les communes de moins de 10 000 habitants, une enquête de recensement portant sur toute la population est réalisée tous les cinq ans, les populations de référence des années intermédiaires étant quant à elles estimées par interpolation ou extrapolation. Pour la commune, le premier recensement exhaustif entrant dans le cadre du nouveau dispositif a été réalisé en 2008.

En 2022, la commune comptait 216 habitants, en évolution de −1,37 % par rapport à 2016 (Vosges : −2,96 %, France hors Mayotte : +2,11 %).
| 1793  | 1800  | 1806  | 1821  | 1831  | 1836  | 1841  | 1846  | 1856  |
| ----- | ----- | ----- | ----- | ----- | ----- | ----- | ----- | ----- |
| 1 056 | 1 075 | 1 245 | 1 243 | 1 574 | 1 501 | 1 365 | 1 400 | 1 310 |

| 1861  | 1866  | 1876  | 1881  | 1886  | 1891 | 1896 | 1901 | 1906 |
| ----- | ----- | ----- | ----- | ----- | ---- | ---- | ---- | ---- |
| 1 350 | 1 373 | 1 094 | 1 044 | 1 097 | 835  | 779  | 745  | 710  |

| 1911 | 1921 | 1926 | 1931 | 1936 | 1946 | 1954 | 1962 | 1968 |
| ---- | ---- | ---- | ---- | ---- | ---- | ---- | ---- | ---- |
| 617  | 552  | 511  | 459  | 502  | 403  | 421  | 390  | 376  |

| 1975 | 1982 | 1990 | 1999 | 2006 | 2008 | 2013 | 2018 | 2022 |
| ---- | ---- | ---- | ---- | ---- | ---- | ---- | ---- | ---- |
| 308  | 285  | 238  | 262  | 220  | 208  | 218  | 212  | 216  |

### Enseignement
Établissements d'enseignements :
- Écoles maternelles et primaires à Monthureux-sur-Saône, Hennezel, Darney, Passavant-la-Rochère.
- Collèges à Monthureux-sur-Saône, Vauvillers, La Vôge-les-Bains, Martigny-les-Bains, Contrexéville.
- Lycées à  La Vôge-les-Bains, Contrexéville, Harol,  Saint-Loup-sur-Semouse, Mandres-sur-Vair.

### Santé
Professionnels et établissements de santé :
- Médecins à Monthureux-sur-Saône, Darney, Passavant-la-Rochère, Corre, Fontenoy-le-Château.
- Pharmacies à  Monthureux-sur-Saône, Darney, Hennezel, Passavant-la-Rochère.
- Hôpitaux à Lamarche, Vittel, Ville-sur-Illon.

### Cultes
- Culte catholique, Paroisse Notre-Dame-de-la-Saône[31], Diocèse de Saint-Dié.

### Manifestations culturelles et festivités
- Fête patronale : le dimanche suivant le 28 août, mais Claudon est surtout connu pour la Foire aux Occasions du 1er mai.

## Économie

### Entreprises et commerces

#### Agriculture
- Culture et élevage associés.
- Élevage de vaches laitières.
- Élevage d'ovins et de caprins.
- Exploitation forestière.

#### Tourisme
- Hébergements et restauration à Claudon, Monthureux-sur-Saône, Dombasle-devant-Darney, Bains-les-Bains.

#### Commerces
- Commerces et services de proximité.

## Culture locale et patrimoine

### Lieux et monuments

#### Claudon village

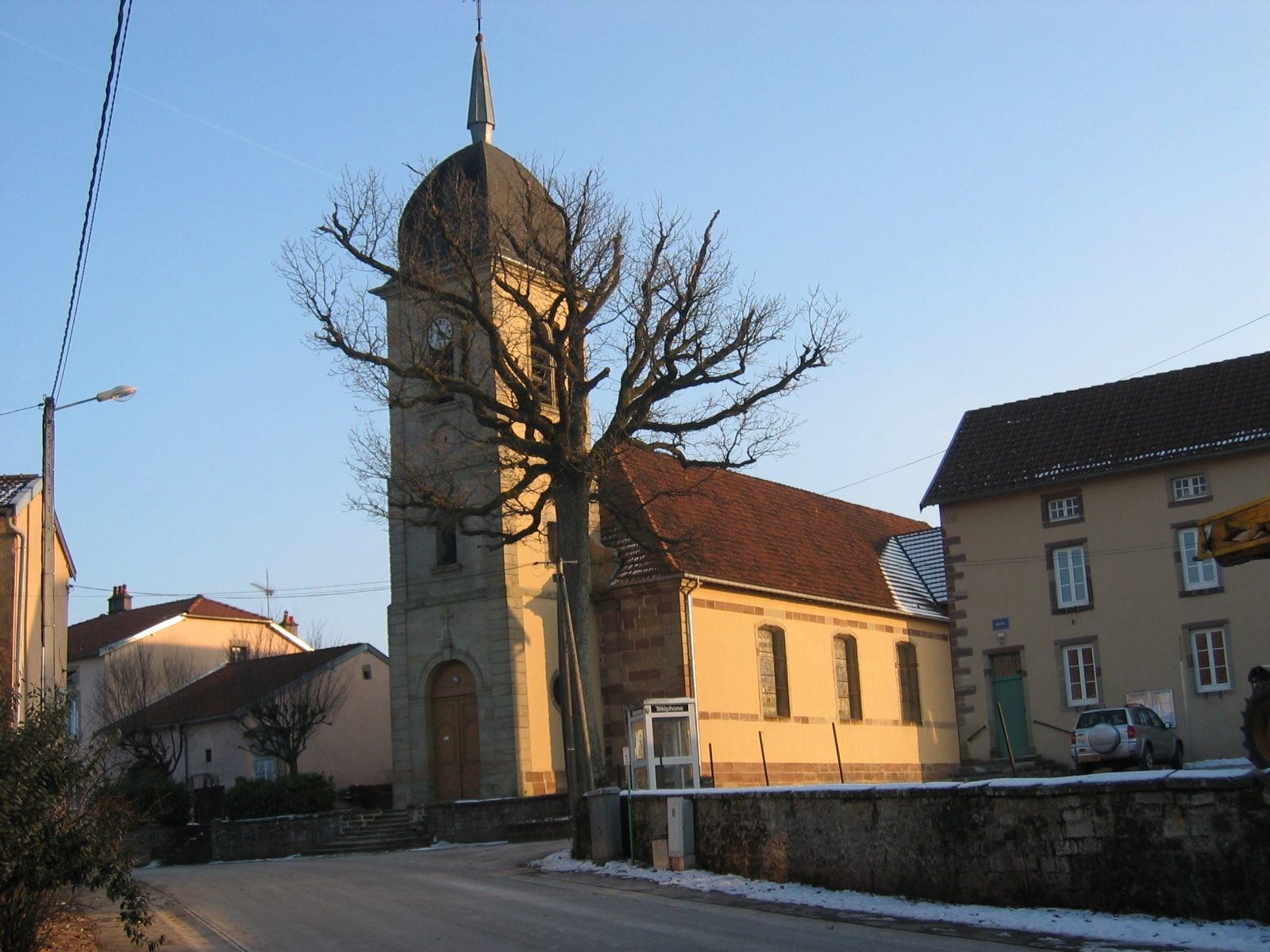
Ancienne mairie et église.

- L'église Saint-Guérin date de 1765, mais l'installation d'un clocher de forme dite "dôme à l'impériale" seulement en 1881.
- Le monument aux morts[32].
- Le chêne de la Liberté, planté en 1790, à côté de l'église.
- Le petit et le grand étang
- Le cimetière
- La fontaine du bois, une ancienne fontaine-lavoir du village[33],[34].
- Viaduc de Claudon

#### Vallée de l'Ourche
Le pont Tatal base de saut à l'élastique de 43 m spécialité les touchés d'eau.
- Près du hameau de la Cabiole, l'ancien viaduc ferroviaire, dit « Pont Tatal » de 43 m de haut, sur l'Ourche ; Adrénaline Elastic l'utilise comme plateforme de saut à l'élastique[35] depuis 1999.
- L'abbaye Notre Dame de Droiteval, abbaye cistercienne fondée vers 1130[36].
- Le château de Droiteval (XIXe), construit par le maître de forges Jean-Baptiste Jacquinot[37].
- Affinerie, puis usine de taillanderie, puis aciérie dites Forge de Droiteval[38].
- Le site de Notre-Dame de la Source[39].
- La grotte de l'Ours[40]
- Les fossés de Châtillon (curiosité géologique)[41].
- Au lieu-dit le Verbamont, dans la vallée de l'Ourche : chapelle-école, improprement appelé chapelle de la Hutte, comprenant sous le même toit une chapelle, une école et un logement, construite en 1874 pour les familles des verreries et forges des hameaux proches[42].
- L'arboretum de la Hutte abrite des arbres remarquables proches des 150 ans : séquoias, douglas géants, chênes d'Amérique.

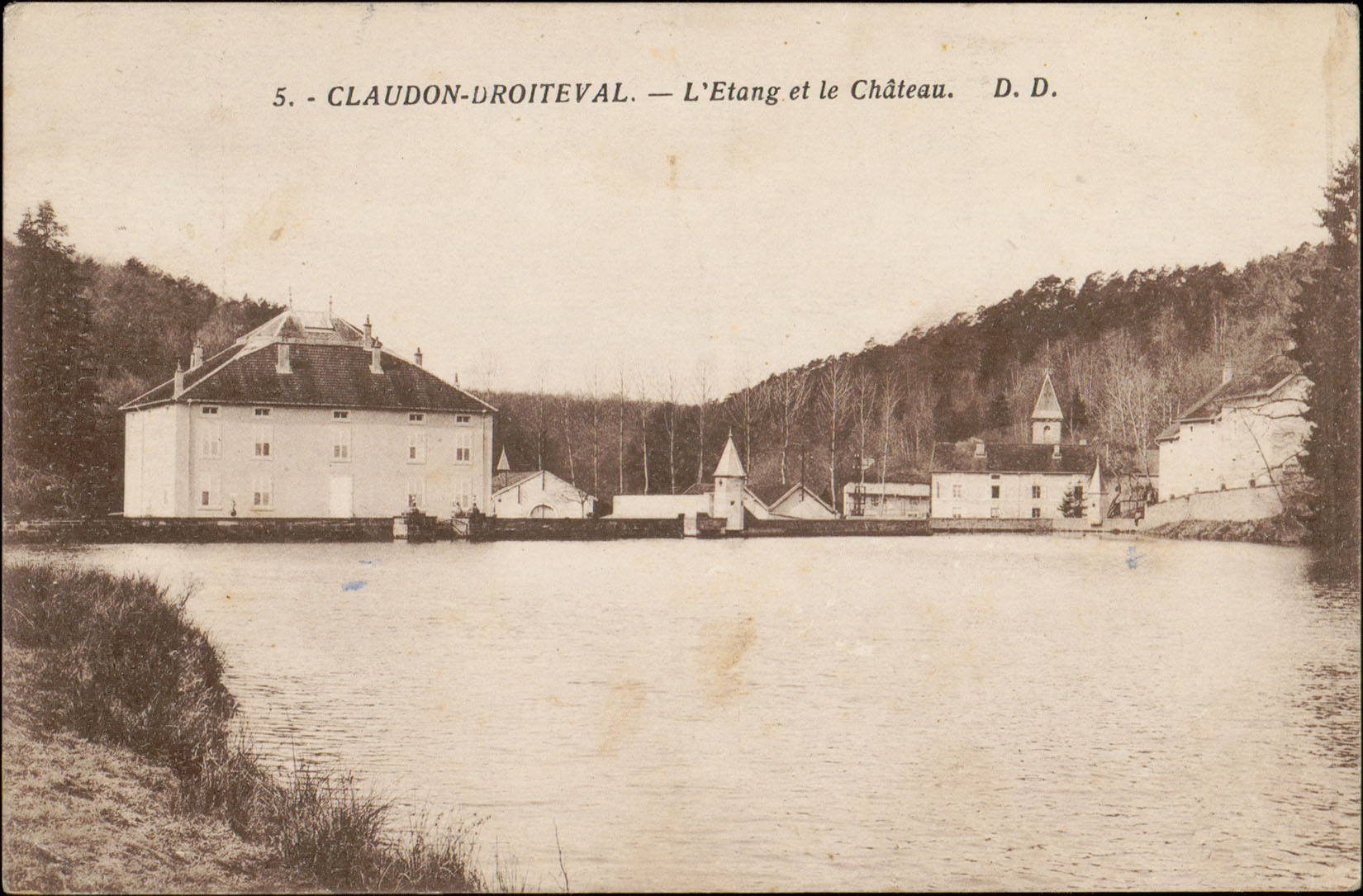
L'étang et le château de Droiteval.
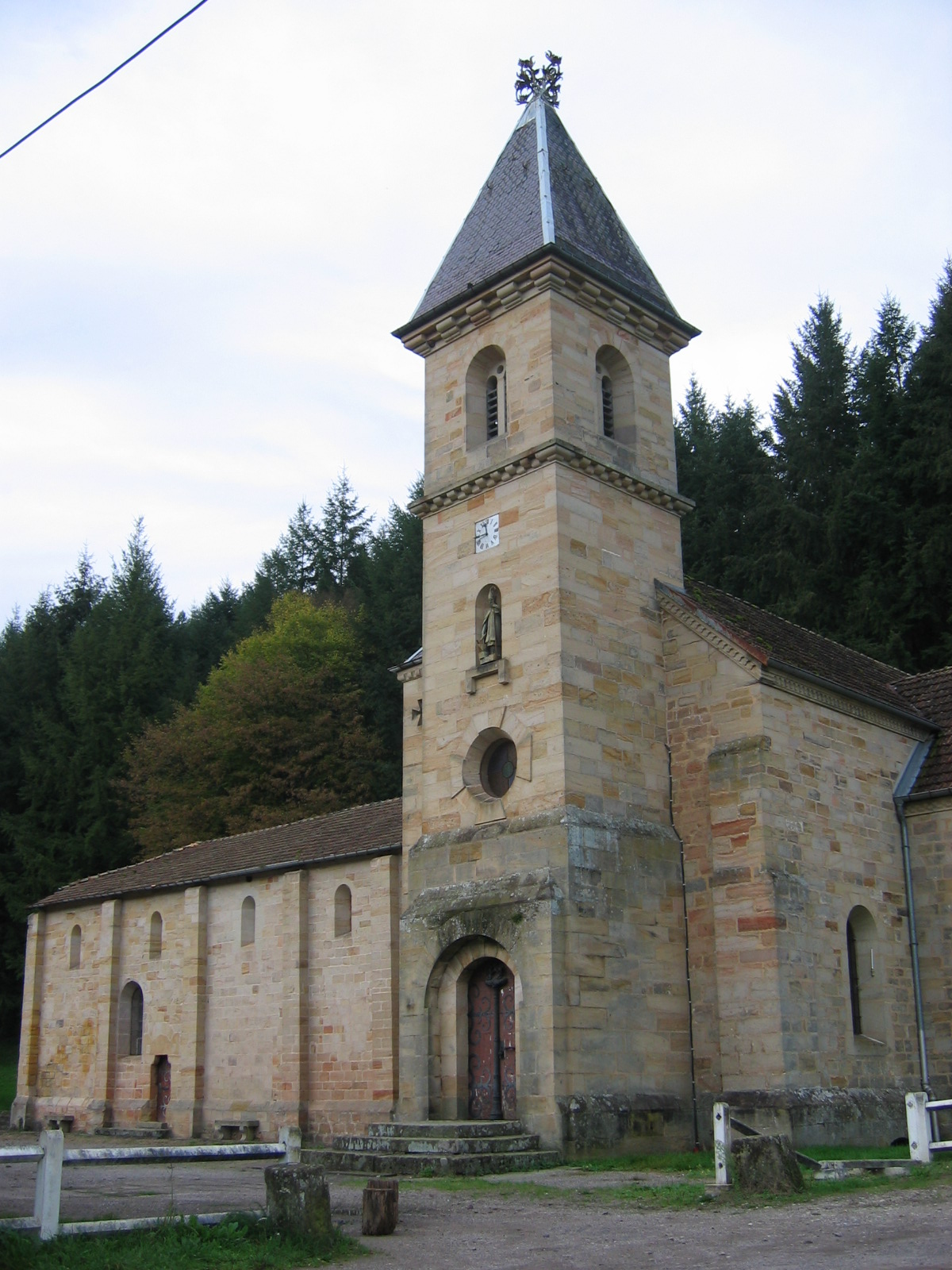
Abbaye de Droiteval.
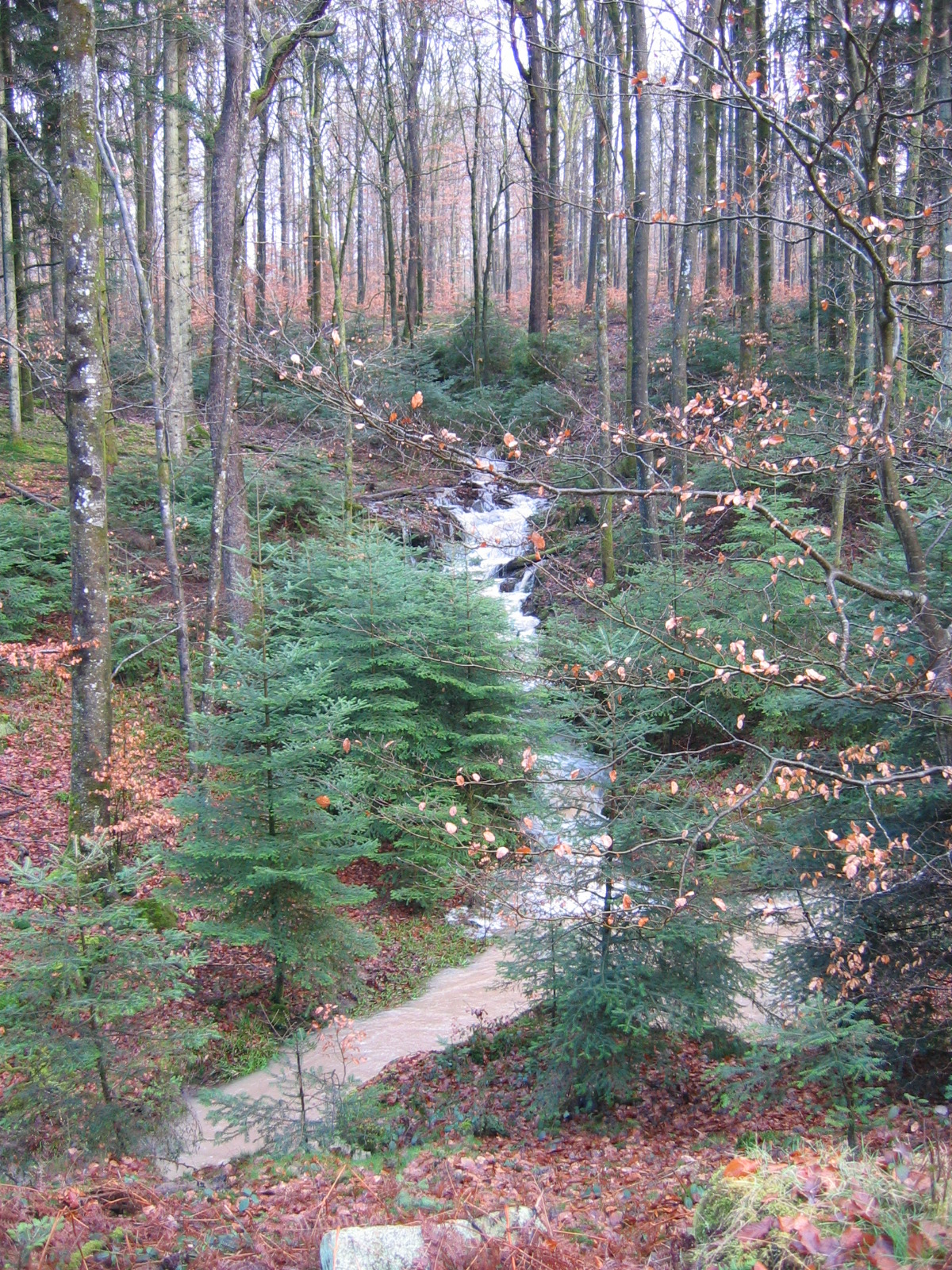
Ruisseau en forêt de Darney.
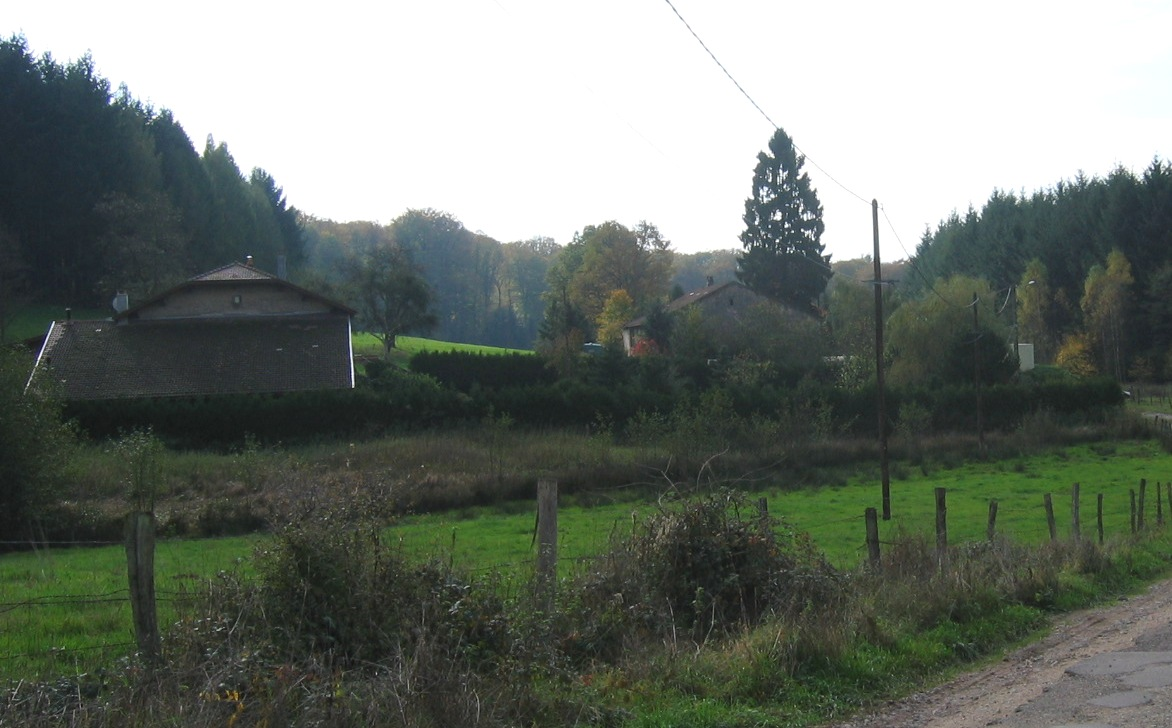
Hameau de Thomas.
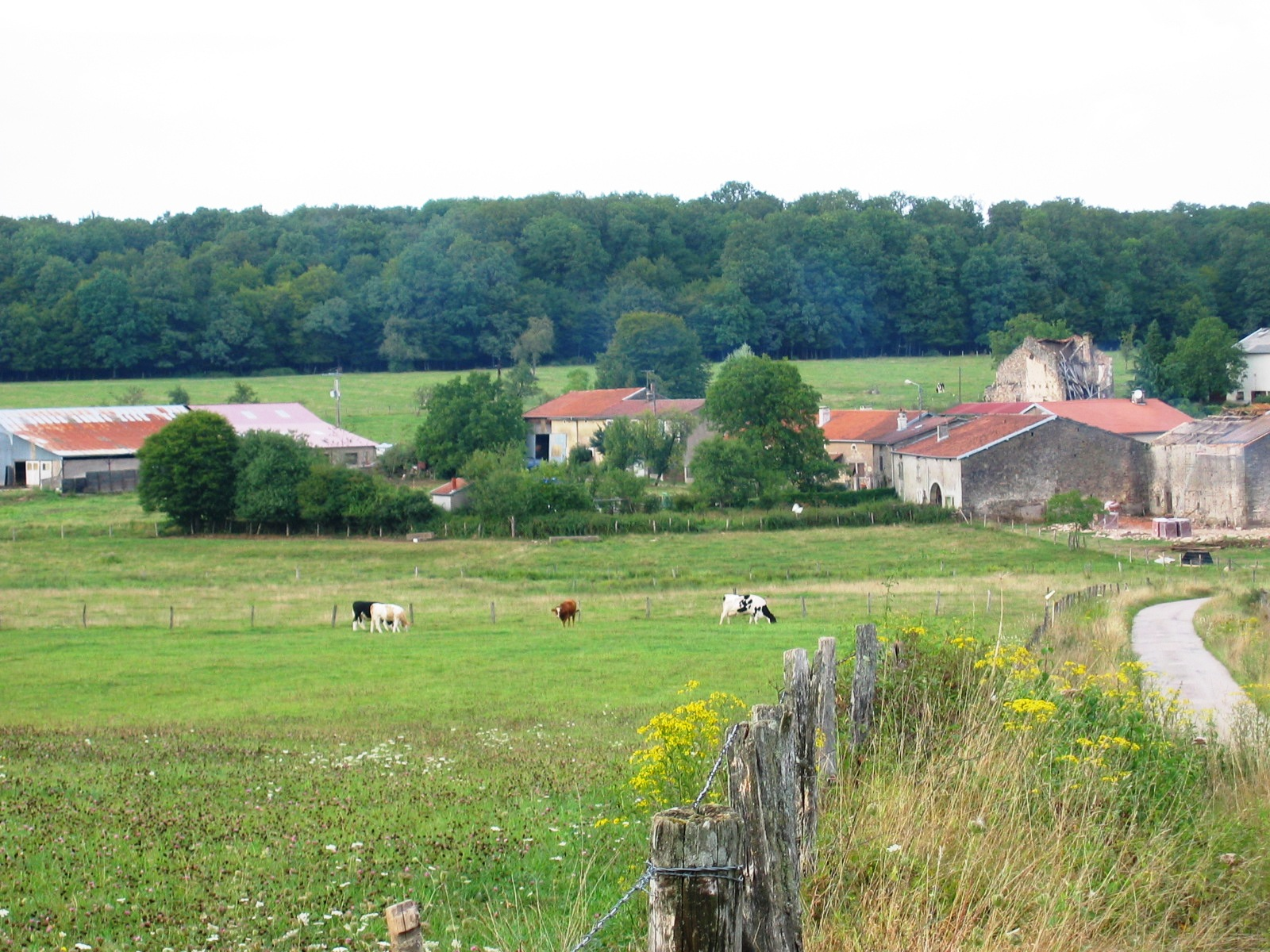
Hameau de la Grande Catherine.
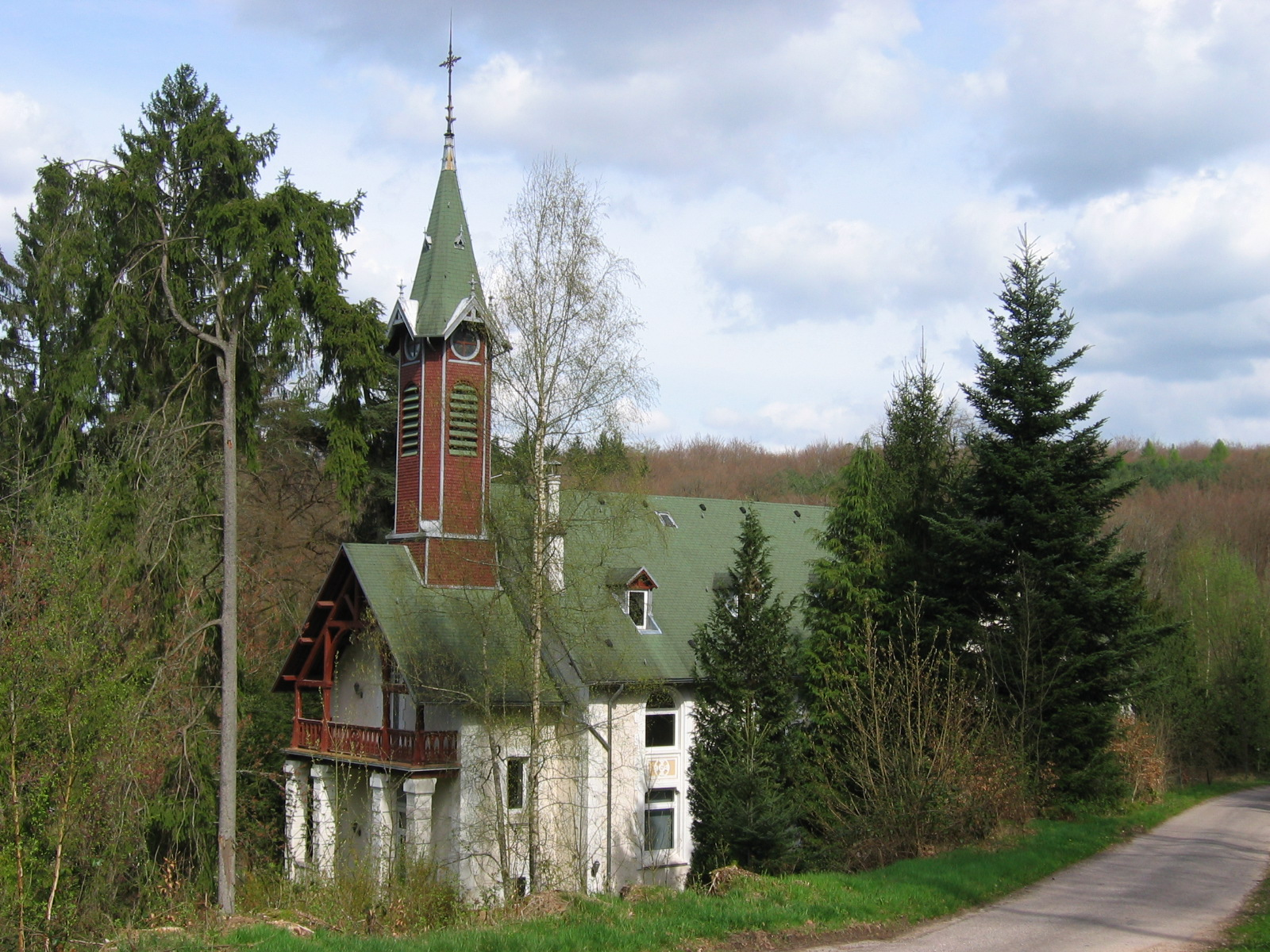
Chapelle-école de la Hutte.
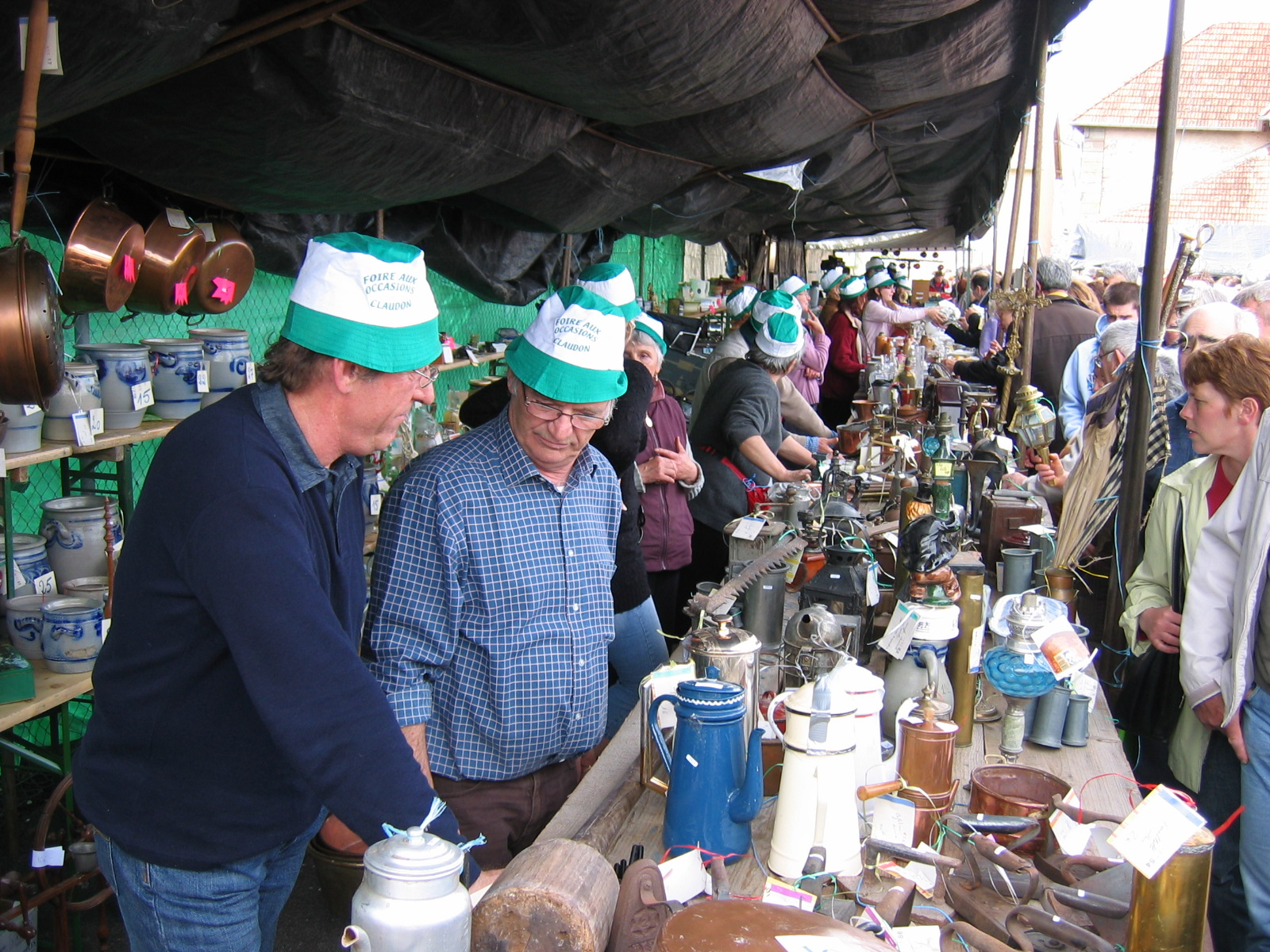
Foire aux occasions du 1er mai.
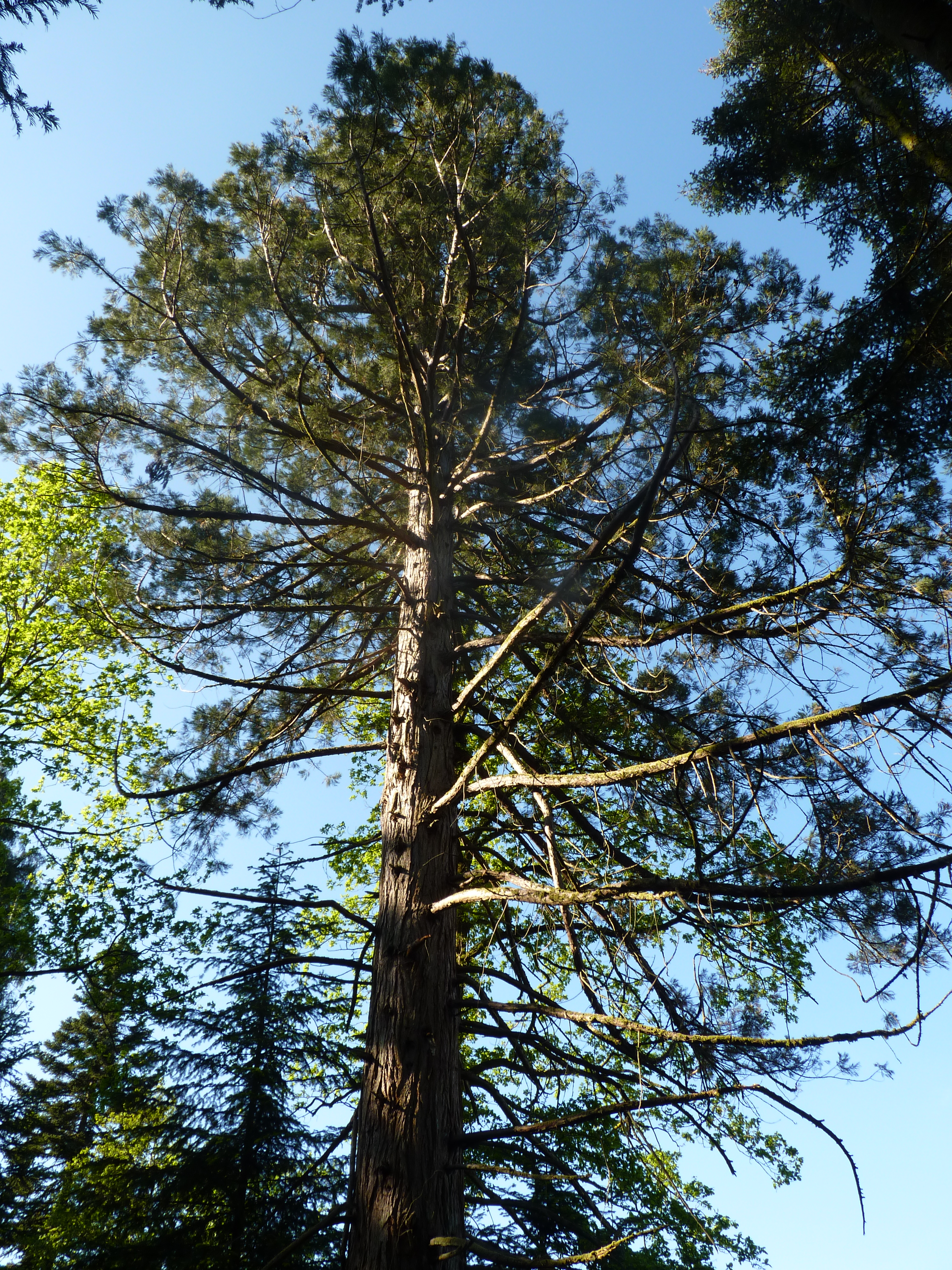
Séquoia géant de l'arboretum de la Hutte - vallée de l'Ourche.

### Personnalités liées à la commune
- François Théodore Legras, artiste-verrier (1839-1916), originaire du hameau de la Grande Catherine.

### Héraldique
| Blason de Claudon | Blason  | De sinople au chêne d'argent. |
| Blason de Claudon | Détails | Adopté par la municipalité.   |

## Pour approfondir